# Mérode-Triptychon

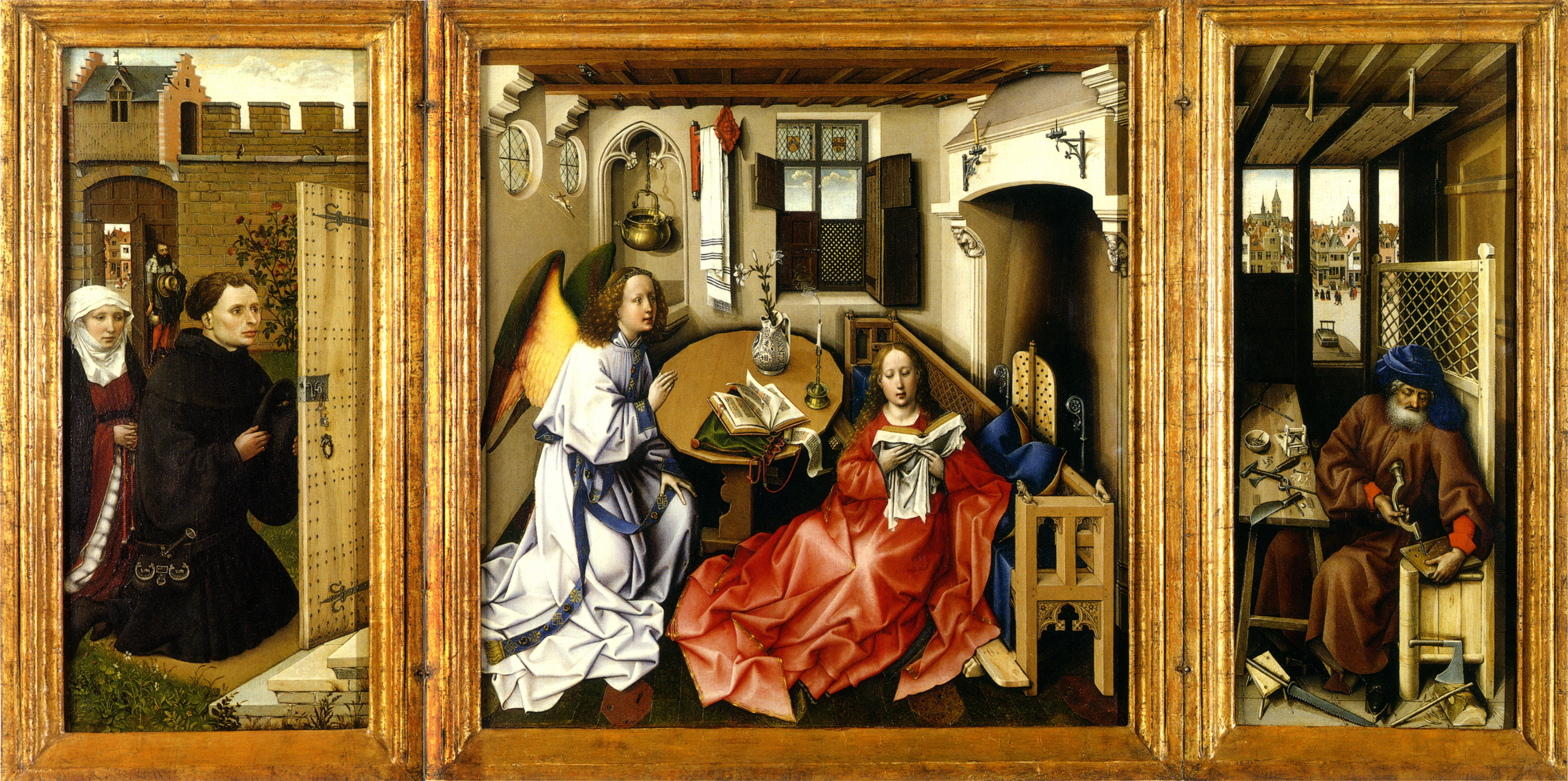
Mérode-Triptychon

Das Mérode-Triptychon ist ein Gemälde, das einem Künstler mit dem Notnamen Meister von Mérode bzw. Meister von Flémalle zugeschrieben wird, der mit der Werkstatt von Robert Campin aus Tournai assoziiert wird. Ob der unbekannte Meister mit Campin gleichzusetzen ist, ist in der Kunstwissenschaft umstritten. Das zwischen 1427 und 1432 entstandene Bild gilt als eines der Meisterwerke des Künstlers. Es ist mit Öl auf Holz gemalt. Der Mittelteil hat die Größe 64,1 × 63,2 cm. Die Flügel sind 64,5 × 27,2 bzw. 27,8 cm groß. Das Bild befindet sich im Metropolitan Museum of Art (genauer: The Cloisters) in New York.

## Geschichte
Das Triptychon befand sich zu Beginn des 20. Jahrhunderts in Westerlo in der Familienkapelle der belgischen Grafen de Merode. Nach dem Ersten Weltkrieg wurde es im Safe einer Schweizer Bank verwahrt. Noch vor dem Zweiten Weltkrieg bemühte sich die belgische Regierung mehrmals um einen Ankauf, doch die Gräfin Jeanne de Merode vererbte das Gemälde 1944 ihrer Nichte Jeanne-Marie de Grunne. Die Grafenfamilie de Grunne verkaufte es 1958 für eine Million Dollar (damals umgerechnet 4,2 Millionen Deutsche Mark – auch für Spitzenwerke der flämischen Malerei eine sehr hohe Summe) an das Metropolitan Museum of Art, worauf in Belgien eine Welle nationaler Empörung folgte.

## Bildmotiv
Auf der Mitteltafel ist die Verkündigung des Erzengels Gabriel an Maria dargestellt. Auf dem linken Flügel sind der Stifter des Bildes mit seiner Frau, Peter Engelbrecht und Gretchen (Margarete) Schrinmechers, dargestellt. Peter Engelbrecht war im Jahr 1400 als Petr. Ynghelbrecht de Machelinia, m. art. Col. an der Universität zu Köln immatrikuliert. Sein Herkunftsort Machelinia ist Mechelen, wo er auch später lebte.
Die zentrale Darstellung der Verkündigung ist kein Zufall, sondern spielt vielmehr auf den Namen des Stifters Engelbrecht also Der Engel brachte an. Auf dem rechten Flügel sieht man Josef beim Bau von Mausefallen. Josef als Schreiner und nicht als Zimmermann erklärt sich aus dem Vergleich mit dem Namen der Frau des Stifters: Schrinmechers, eine altertümliche Form für Schreiner. Die Mausefalle findet ihre Bedeutung in der Aufgabe Josefs als „Alibi-Ehemann“ von Maria. Er täuscht den Teufel über die Ankunft Jesu als Erlöser. Der Ursprung hierfür liegt im Ausspruch von Augustinus, dass Jesus die Mausefalle für den Teufel ist. Diese Aufgabe wird jedoch hier auf Josef übertragen.

## Details

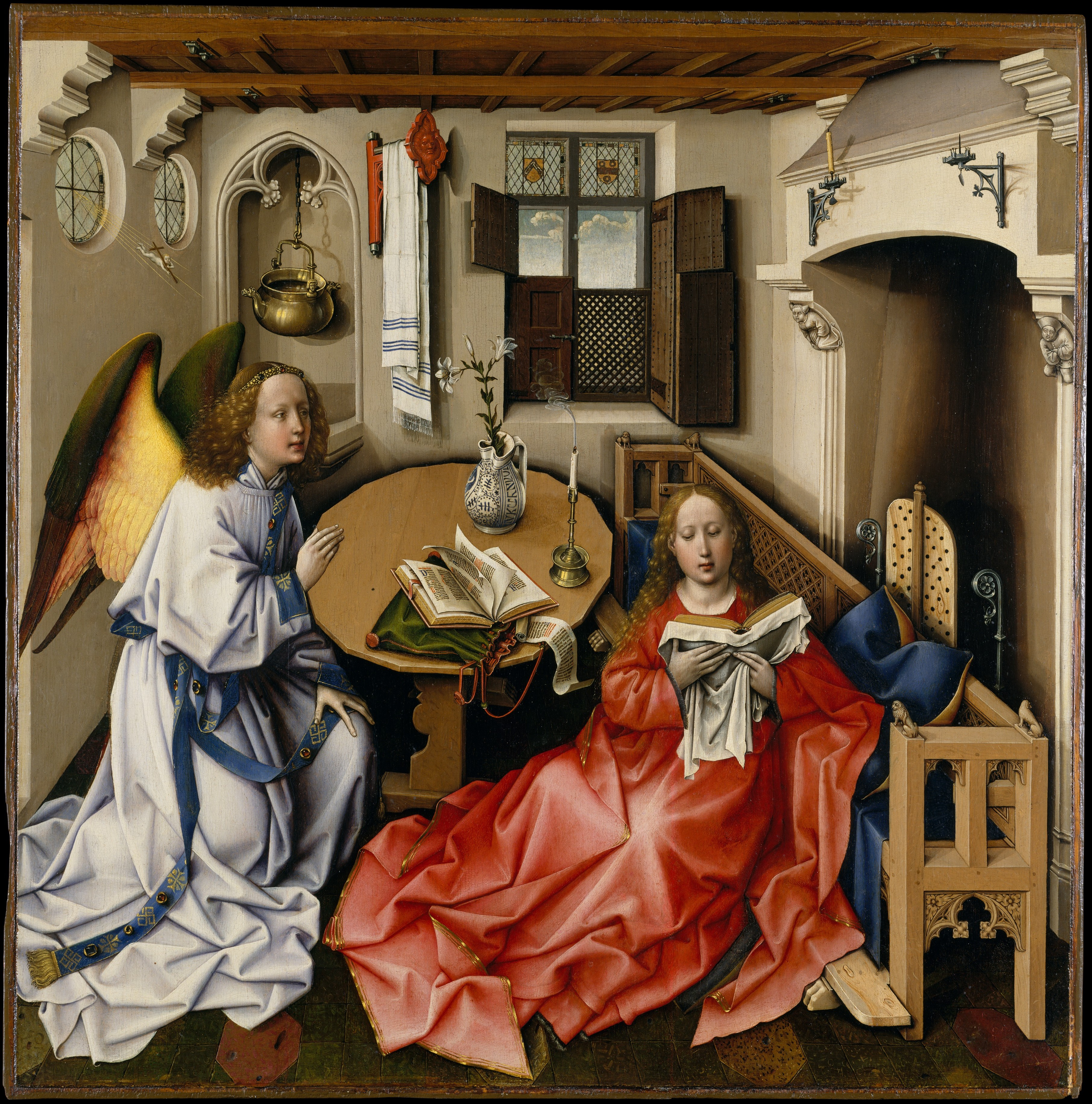
Mitte
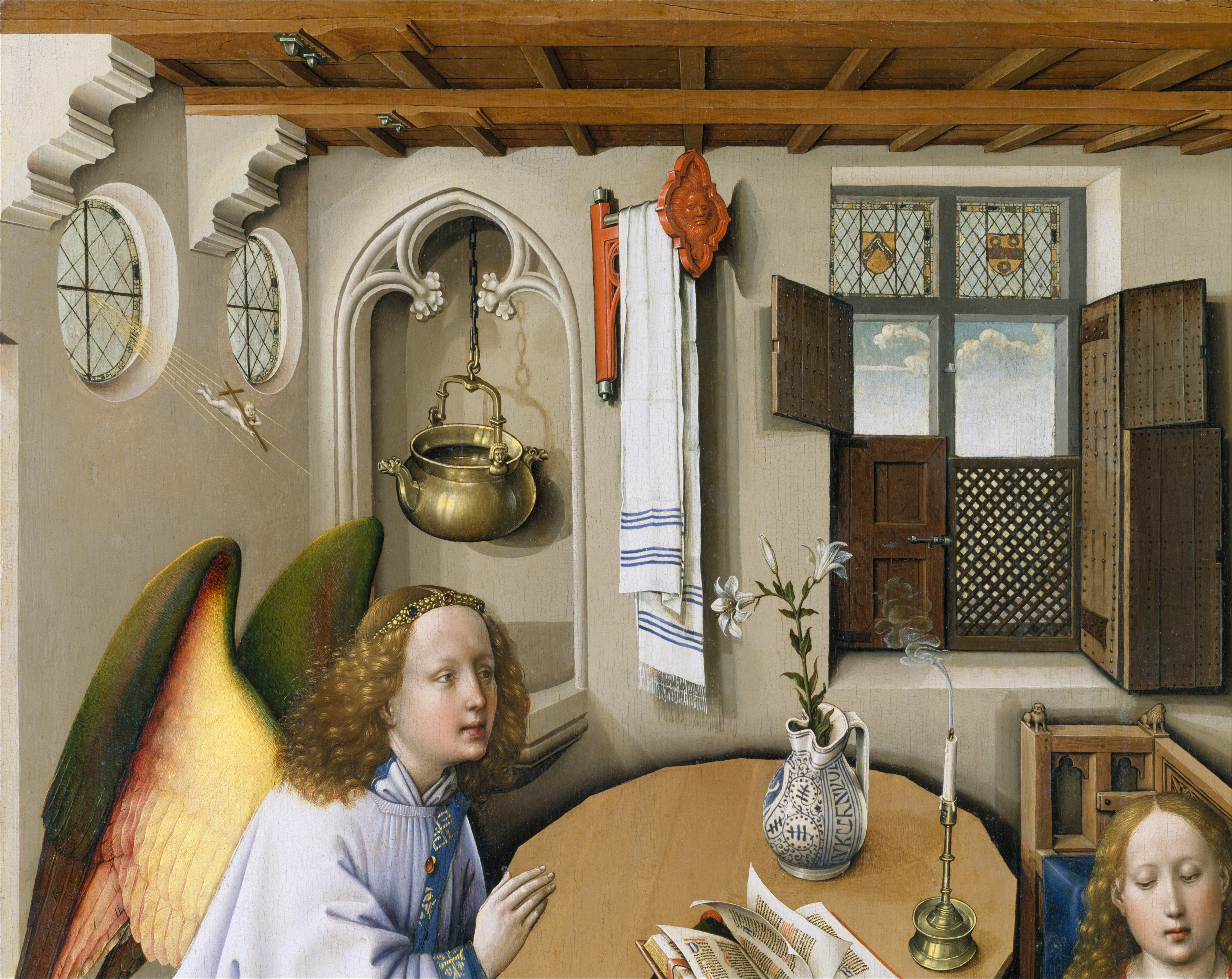
Mitte
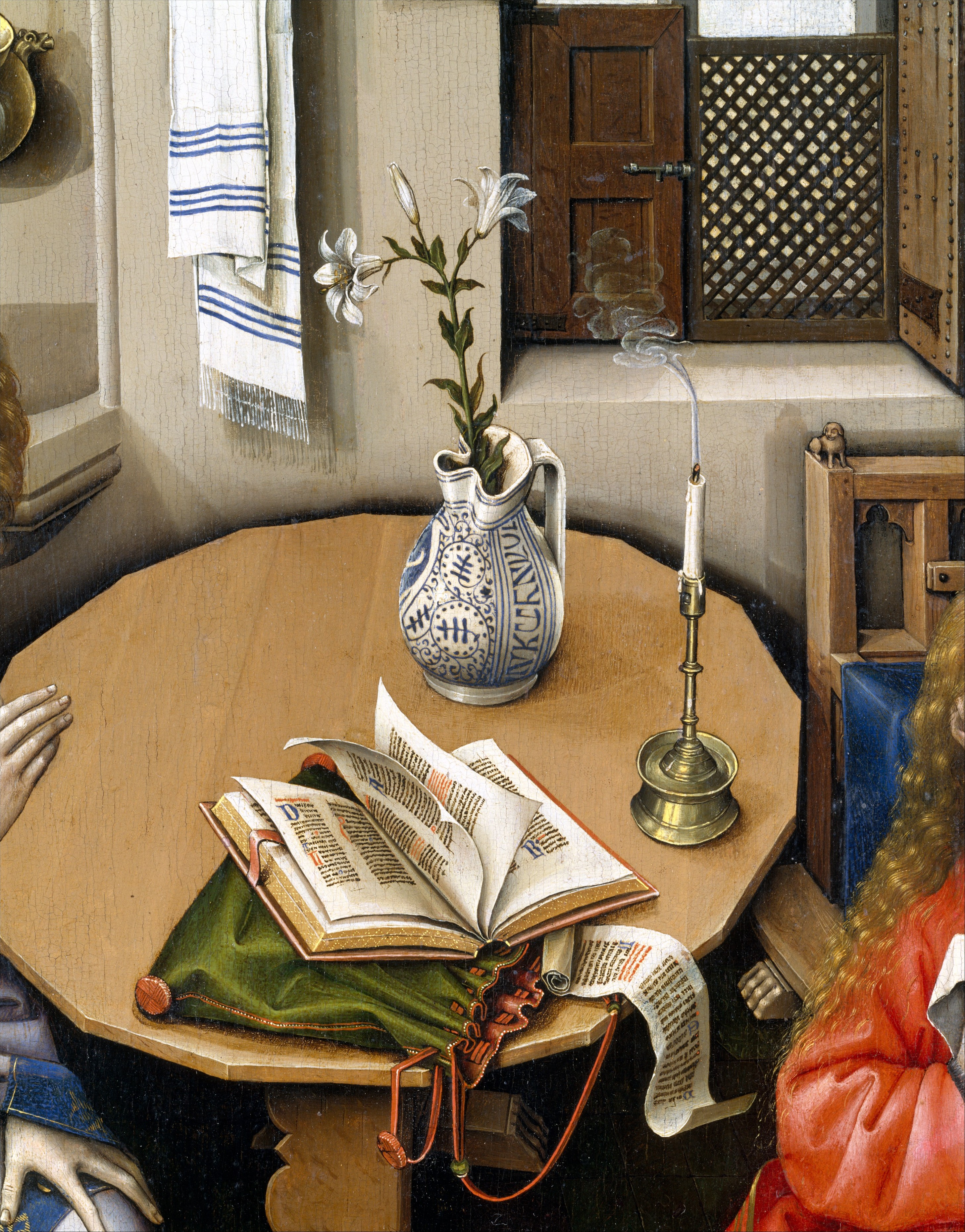
Mitte
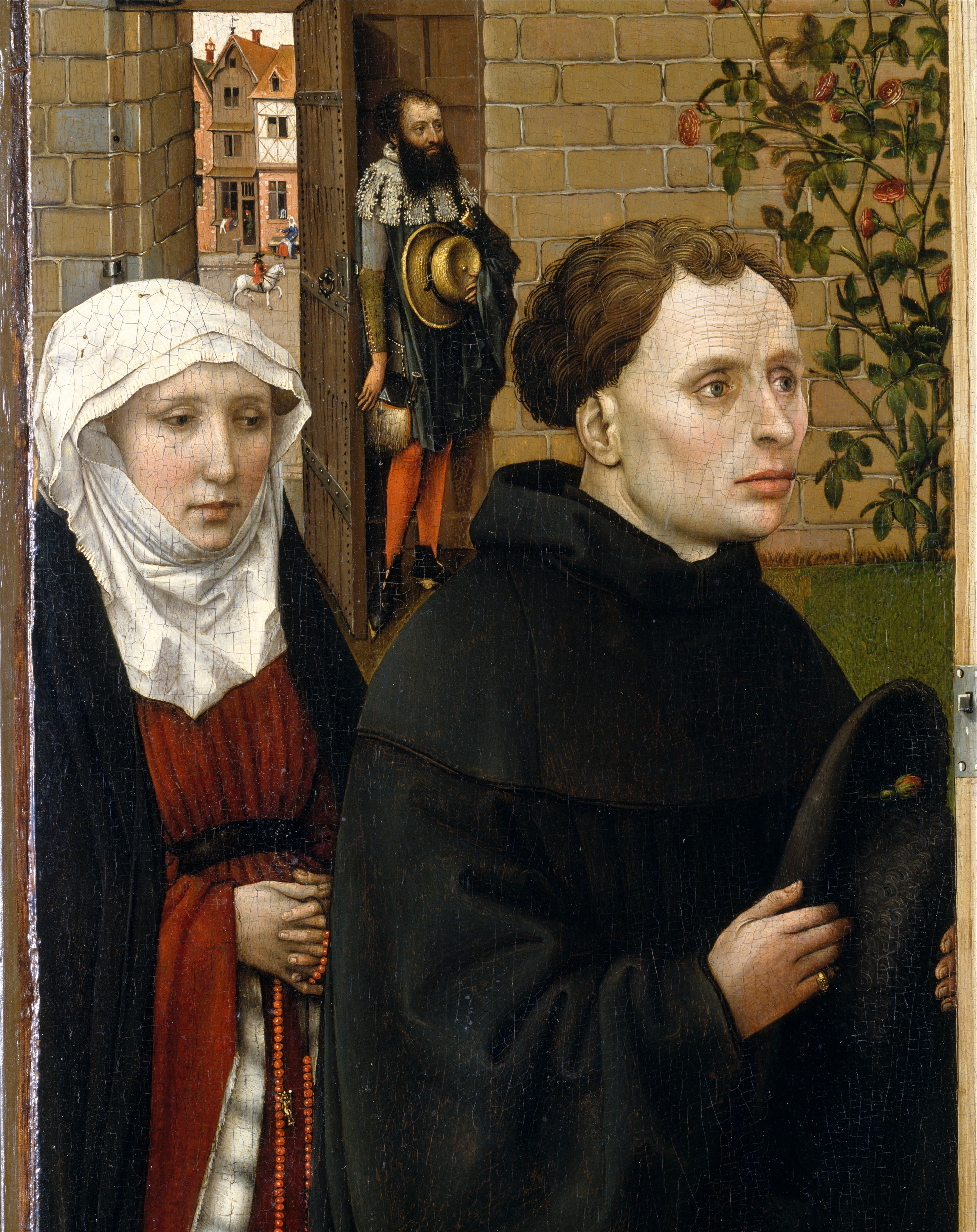
Linke Seite
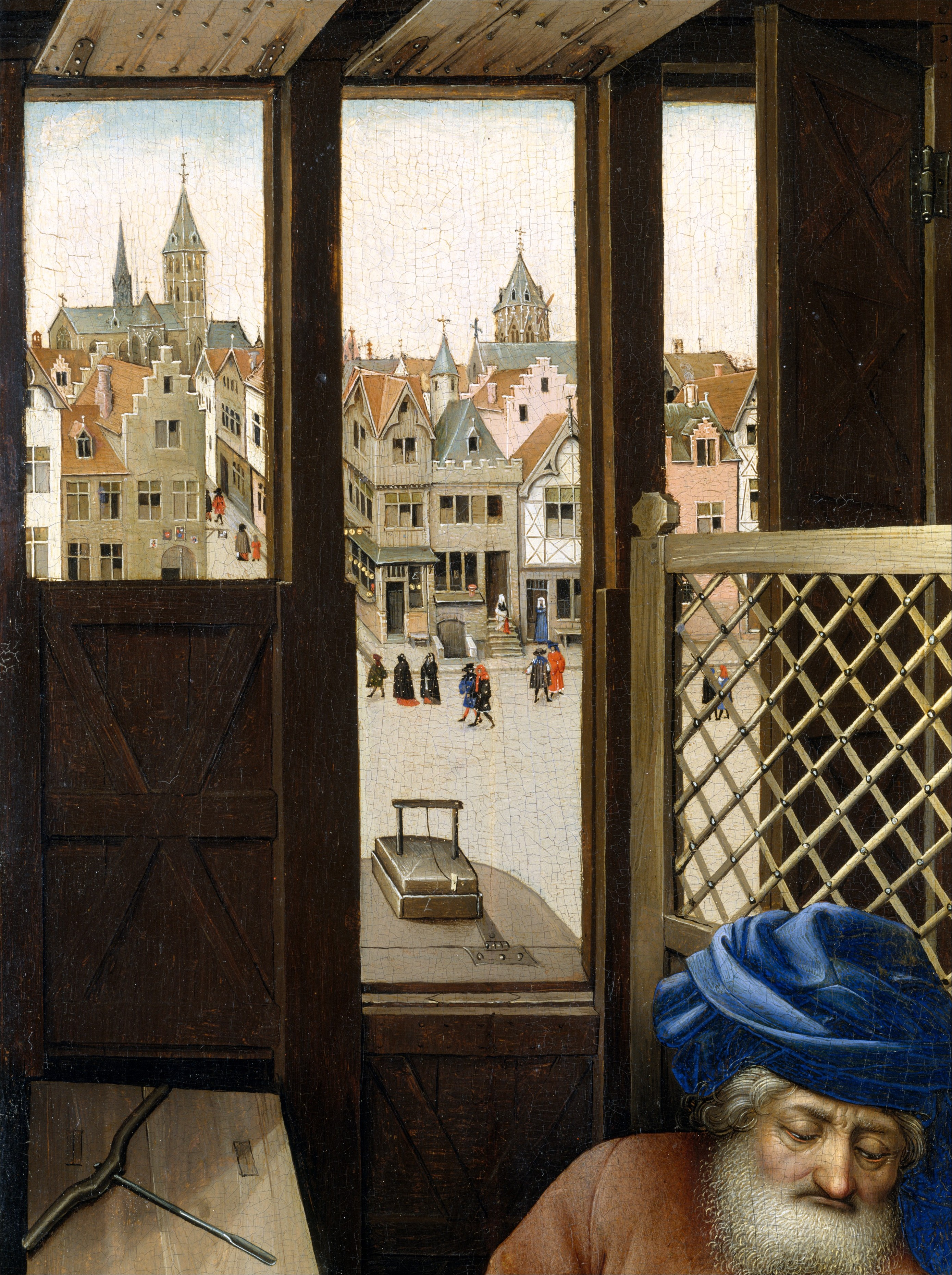
Rechte Seite
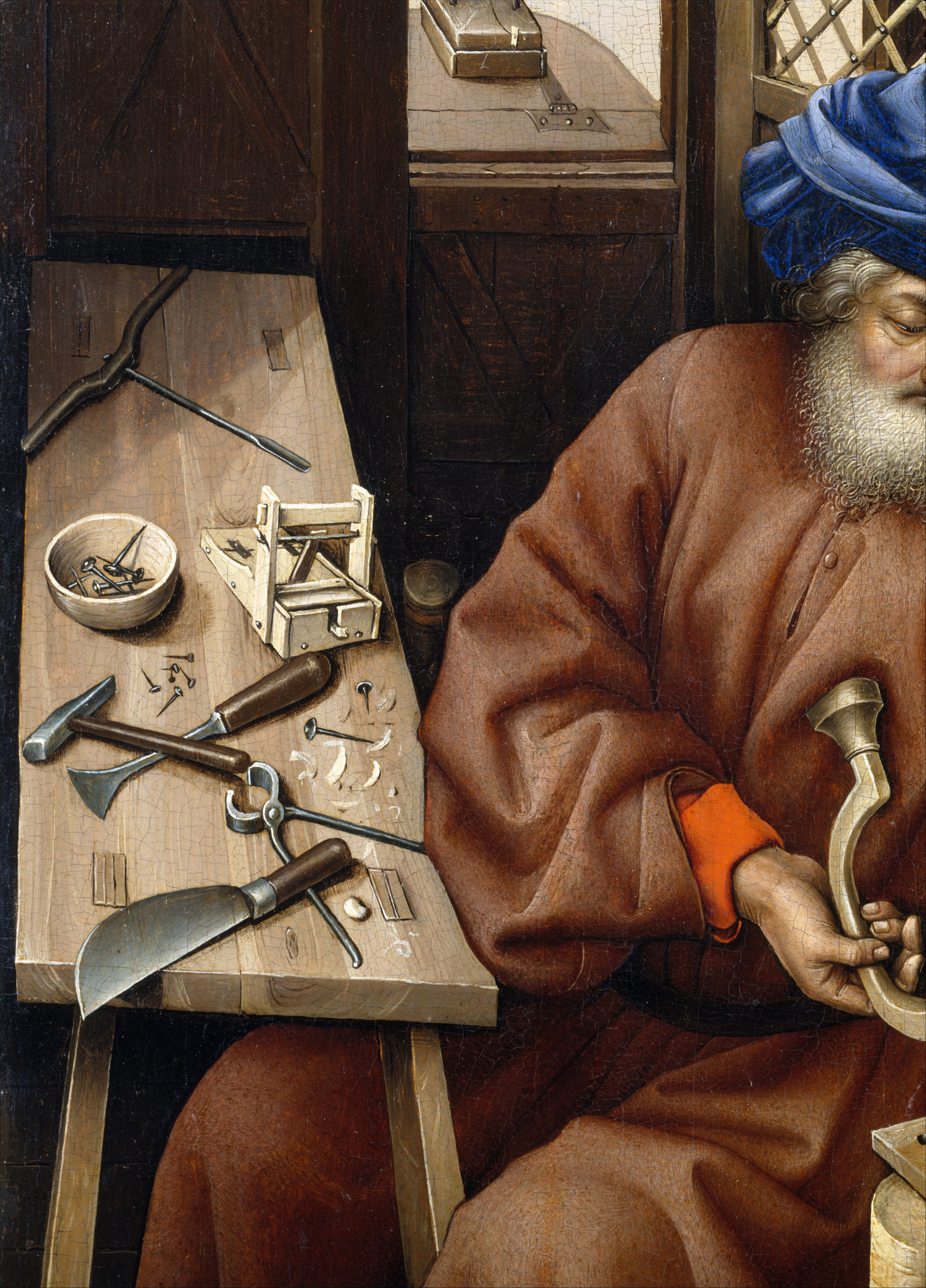
Rechte Seite
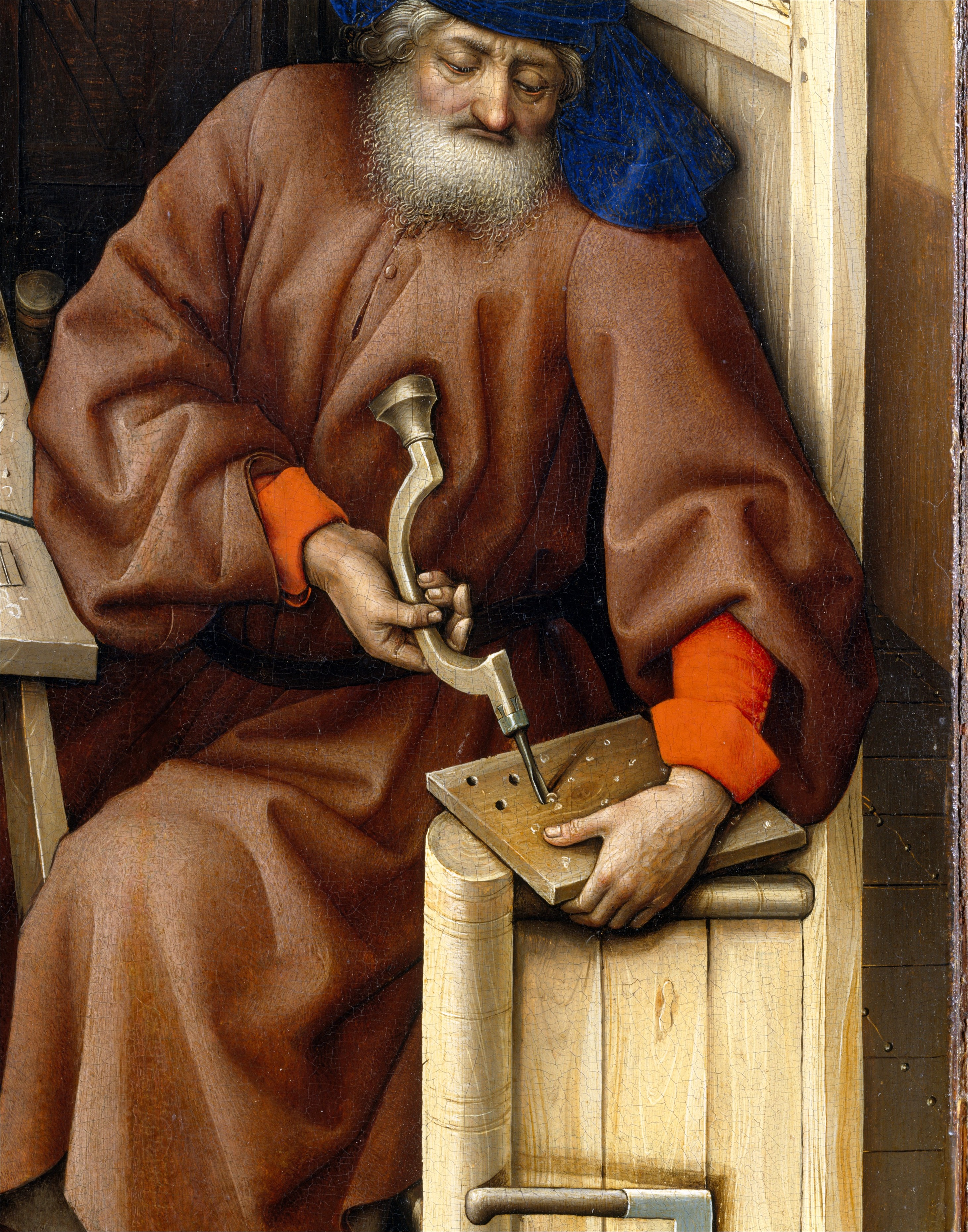
Rechte Seite